# Лесьна (Клодзький повіт)
Лесьна (пол. Leśna, нім. Löschney) — село в Польщі, у гміні Левін-Клодзький Клодзького повіту Нижньосілезького воєводства.
У 1975-1998 роках село належало до Валбжиського воєводства.